# Instituto Superior de Diseño
El Instituto Superior de Diseño (antiguo Instituto Superior de Diseño Industrial), ISDi es una universidad ubicada en La Habana, Cuba. Fue fundado el 28 de mayo de 1984 y en él se estudian las carreras de Diseño industrial y Diseño de Comunicación visual.

## Historia
La sede del ISDi se ubica en un edificio inaugurado en 1860, durante la época colonial. Dicho edificio fue, primeramente, Hotel Militar y Club de Oficiales. Originalmente, solo poseía dos pisos. Entre 1874 y 1878, fue Escuela de Cadetes. Tras 1878, fue Asilo de Viudas y Huérfanos de los oficiales españoles muertos en la Guerra de los Diez Años (1868-1878). 
Durante la Primera ocupación estadounidense de Cuba (1898-1902), el edificio fungió como sede del Estado Mayor de las tropas de ocupación. Desde 1913, fue sede de la Secretaría de Sanidad y Beneficencia. El tercer piso del edificio se construyó en la década de 1930. En 1940, se convierte sede del Ministerio de Salubridad y Asistencia Social. A partir de 1959, el Ministerio pasa a llamarse Ministerio de Salud Pública.
Entre 1965 y 1982, el edificio sirve como sede de varias instituciones educativas. En 1982, se convierte en sede del Instituto Politécnico para el Diseño Industrial (IPDI). El 28 de mayo de 1984, se constituye en el Instituto Superior de Diseño Industrial. El edificio sede fue restaurado entre 2005 y 2007. En la década de 2010, pasa a llamarse Instituto Superior de Diseño, conservando el mismo acrónimo e incluyendo ahora la carrera de Diseño de Comunicación visual.